# Llanos del Caudillo
Llanos del Caudillo és un municipi de la província de Ciudad Real a la comunitat autònoma de Castella-La Manxa.

## Demografia
| 2001 | 2004 |
| ---- | ---- |
| 726  | 651  |